# Espee
Espee, later C.I.C. Espee en SP, was een Nederlandse uitgeverij die vooral bekend werd vanwege haar stripreeksen. Espee stond voor Small Publishers.

## Geschiedenis
Uitgeverij Espee werd opgericht door Ger van Wulften. Hij startte in 1975 zijn eigen uitgeverij, Van Wulften, die niet lang daarna overging in Espee. In 1977 begon hij zijn maandelijkse stripblad Gummi. Hij trok daarvoor tekenaars aan als Dick Matena, Peter Pontiac, Aart Clerkx, Claire Bretécher, Georges Wolinski en Rudolf Kahl. Omdat het blad niet voldoende succesvol was, moest het na 24 nummers stoppen. Van 1980 tot 1983 nam Espee het stripblad De Vrije Balloen over dat verder ging als De Balloen. Hoewel Van Wulften nieuwe medewerkers kreeg, onder wie enige ervaren tekenaars, zou het tijdschrift nog slechts enkele jaren bestaan. In 1983 eindigde De Balloen met het dubbelnummer 61/62.
In 1978 gaf Van Wulften zijn eerste stripalbum uit, De Gefrustreerden van Claire Bretécher. Kort daarna wist hij een groot aantal auteurs aan zich te binden en werd uitgeverij Espee een centrum van creativiteit. Tekenaars die in die jaren verbonden waren aan Espee waren onder anderen Eric Schreurs, Gerrit de Jager, Wim Stevenhagen, Hein de Kort, Willem Vleeschouwer (Wévé) en het duo Gezellig en Leuk, bestaande uit René Windig en Eddie de Jong. Van Wulften gaf zijn stripauteurs de ruimte om tegen de gevestigde orde aan te schoppen.
In 1984 en 1985 werden enkele stripalbums uitgegeven onder de uitgeverijnaam SP in plaats van Espee.
Het grootste succes was De familie Doorzon van "Prutswerk", het pseudoniem van het duo Gerrit de Jager en Wim Stevenhagen. Een conflict tussen Van Wulften en De Jager leidde in 1985 tot een breuk tussen de uitgever en zijn sterauteur. Dit betekende het faillissement van de uitgeverij.

## Stripreeksen
Espee gaf onder andere albums uit in de volgende reeksen:
- Bert J. Prulleman (Prutswerk, vanaf 1984 door Wim Stevenhagen)
- Duppie (Wévé)
- De familie Doorzon (Prutswerk, vanaf 1984 door Gerrit de Jager)
- De gefrustreerden (Claire Bretécher)
- Geharrebar (Eric Schreurs)
- Han & Hanneke (Wim Stevenhagen)
- Joop Klepzeiker (Eric Schreurs)
- Liefde en geluk (Gerrit de Jager)
- Pardon Lul (Hein de Kort)
- Prut Pruts Private Kreye (Prutswerk)
- Roel en zijn beestenboel (Prutswerk, vanaf 1984 door Gerrit de Jager)
- Toon Ladder (Gerrit de Jager)